# Profilassi
La profilassi (greco προφυλάσσω, "prophylasso", difendere o prevenire) è una qualsiasi procedura medica o di sanità pubblica a scopo di prevenzione di una malattia. 
In prima analisi, le misure di profilassi sono divise in profilassi primaria (per prevenire l'insorgere di una malattia cronica, o l'acquisizione di un'infezione nel caso delle malattie infettive), profilassi secondaria (laddove l'infezione è già stata acquisita e si vuole evitare che essa sfoci nella malattia conclamata; oppure nel caso delle malattie cronico-degenerative quando la malattia è già insorta e il paziente viene difeso dal peggiorare del processo patologico).
Il termine profilassi è utilizzato soprattutto nel caso di malattie infettive, mentre nelle malattie cronico-degenerative rimane in uso il termine prevenzione (primaria, secondaria, terziaria).

## Tipologie
La profilassi si può dividere in "diretta" e "indiretta".

### Profilassi indiretta
La profilassi indiretta non si rivolge a un determinato agente eziologico, ma piuttosto ricopre la sfera ambientale e quella rivolta alla persona, attuando interventi generici e non specifici.
Nell'ambito ambientale ci sono interventi rivolti all'ambiente fisico (depurazione dell'acqua, bonifica dei terreni, ecc.) e all'ambiente sociale (miglioramento dei livelli socio-assistenziali, ecc.).
Per quanto riguarda la persona, rientrano nella profilassi indiretta tutte quelle pratiche di educazione, formazione e informazione sanitaria. Il lavarsi le mani potrebbe essere una di queste, in particolare l'informare che "lavarsi le mani è bene", spiegare le motivazioni di tale comportamento, mostrare il corretto procedimento per il loro lavaggio.

### Profilassi diretta
La profilassi diretta può inizialmente essere divisa in generica e specifica.

#### Profilassi generica
Nella profilassi generica troviamo misure volte all'ambiente e alla fonte.

##### Profilassi generica ambientale
Per quanto riguarda l'ambiente, le procedure adottate sono di disinfestazione (eliminazione dei vettori animali), disinfezione (eliminazione dei microorganismi patogeni in un determinato ambiente o substrato) e sterilizzazione (eliminazione tutti microorganismi, comprese le spore di resistenza). Queste ultime due procedure servono, in ambito ospedaliero, per evitare il passaggio dell'agente eziologico da paziente a paziente, da paziente a personale sanitario e da personale sanitario a paziente.
La disinfezione può essere attuata in momenti distinti:
- disinfezione terminale o finale: per eliminare i microorganismi patogeni dall'ambiente nel quale ha soggiornato un malato
- disinfezione estemporanea: si attua ogni volta si sia verificato un caso di malattia infettiva in un ambiente aperto al pubblico
- disinfezione periodica: viene eseguita con regolari scadenze in locali nei quali è presumibile la circolazione di microrganismi patogeni (es. caserme, palestre, piscine, ecc.).

La disinfezione può essere attuata con mezzi naturali e artificiali. Numerosi fattori svolgono un ruolo di "disinfettanti naturali", tra questi i più importanti sono: la luce solare, l'essiccamento, le variazioni brusche di temperatura, la concorrenza vitale con altri microrganismi e la diluizione.
I mezzi artificiali sono suddivisi tra mezzi fisici e mezzi chimici. I mezzi fisici sono quelli più frequentemente usati per la sterilizzazione e sono il calore, i raggi ultravioletti e le radiazioni ionizzanti. Il calore può essere utilizzato a "secco", come nel caso di esposizione alla fiamma o con le stufe a secco, che sono il modo più adatto per la sterilizzazione di materiali in vetro o metallo; può essere utilizzato anche in forma "umida" come con l'acqua bollente o con l'autoclave. I mezzi chimici sono: gli alcoli, tra cui l'alcool etilico; le aldeidi, in particolare l'aldeide formica o l'aldeide glutarica; gli alogeni, comprendono elementi come il cloro e lo iodio; i sali quaternari d'ammonio, appartenenti alla categoria dei detergenti sintetici; metalli, tra cui il mercurio e l'argento; i fenoli.

##### Profilassi generica diretta alla fonte
Per quanto riguarda la profilassi diretta generica rivolta alla fonte, esistono differenti procedure. 
La notifica, fondamentale per avviare le procedure di profilassi, viene avviata dal medico; ha anche funzioni di indagine statistica ed è utile nelle inchieste epidemiologiche. 
La contumacia ha il compito principale di evitare il passaggio del microorganismo dal malato agli individui sani. Si attua con l'isolamento domiciliare o ospedaliero, con l'obbligo di permanenza del soggetto in un luogo prestabilito. 
La sorveglianza sanitaria consiste nell'obbligo di controlli a intervalli prestabiliti, senza limitazione alla libertà individuale. 
L'inchiesta epidemiologica si attua con una serie di studi che permettono di capire e individuare la sorgente dell'infezione, i vettori, l'area geografica, studiare il fenomeno nel tempo, la curva epidemiologica e il pool di soggetti recettivi.

#### Profilassi specifica
La profilassi diretta di tipo specifico attua procedure che si basano sul tipo di microrganismo coinvolto. Ne fanno parte le procedure di immunoprofilassi e di chemioprofilassi.
Lo scopo dell'immunoprofilassi è di agire sull'immunizzazione del soggetto, mediante la vaccinoprofilassi (somministrazione di antigeni) e sieroprofilassi (inoculazione anticorpi di origine animale o umana). La prima stimola una risposta immunitaria da parte del soggetto, è quindi un'immunizzazione attiva, e benché abbia tempi di risposta lunghi la sua efficacia dura nel tempo (permanente o rinnovabile) e origina la memoria immunitaria. La seconda invece ha un effetto immediato in quanto si inoculano anticorpi già formati (immunoprofilassi passiva) però la sua efficacia è temporanea.
La chemioprofilassi riguarda invece l'azione diretta da parte di farmaci su un determinato microorganismo per prevenirne una possibile infezione.
È primaria quando si somministrano farmaci (di solito in bassa dose e per brevi periodi) a soggetti sani o probabilmente infetti, mentre è secondaria (con dosaggi a volte massicci e duraturi nel tempo) quando il soggetto è stato sicuramente infettato, ma è ancora clinicamente sano (periodo di incubazione).

## Misure di prevenzione
Le vaccinazioni sono misure di profilassi, cioè prevenzione primaria: esse sono utilizzate per potenziare le difese immunitarie (produzione di anticorpi) contro il patogeno che causa una determinata malattia, prima che il soggetto venga a contatto con il microrganismo. Per definizione la profilassi vaccinale previene solo l'insorgere di malattie. 
Gli antibiotici sono a volte usati in funzione profilattica (profilassi antibiotica): ad esempio, nel periodo della paura per gli attacchi all'antrace nel 2001 negli Stati Uniti, ai pazienti per i quali si temeva l'esposizione veniva data la ciprofloxacina. Allo stesso modo, l'uso di unguenti antibiotici su bruciature e altre ferite è una misura profilattica.
Gli antimalarici come la clorochina sono utilizzati sia come trattamento sia come chemioprofilassi sui visitatori che si recano in quei paesi laddove la malaria è endemica per evitare lo sviluppo del parassita plasmodium, che causa la malattia.
I profilattici (o preservativi) sono così chiamati perché utilizzati per prevenire la diffusione della sifilide e delle altre malattie sessualmente trasmissibili.
L'eparina a basso peso molecolare è utilizzata come profilassi in pazienti ricoverati in ospedale, per evitare varie forme di trombosi dovute alla loro immobilità.
La stessa pulizia professionale dei denti è una forma di profilassi dentale.

## La profilassi post-esposizione
Quando una profilassi viene applicata in seguito a una possibile esposizione a un agente infettante, si parla di profilassi post-esposizione, o post-exposure prophylaxis o PEP.
La profilassi post-esposizione può essere occupazionale quando viene applicata in caso di infortunio di operatori sanitari con oggetti contaminati come aghi o altro, oppure non occupazionale se viene applicata in una qualunque altra situazione a rischio. La profilassi post-esposizione non occupazionale è anche indicata con la sigla nPEP. In ogni caso, lo scopo della profilassi post-esposizione è quello di ridurre la probabilità di contagio dopo la situazione a rischio.
Di particolare importanza si rivela la profilassi post-esposizione a HIV, occupazionale per operatori sanitari o non occupazionale per esempio in caso di rottura del preservativo durante un rapporto sessuale con una persona HIV-sieropositiva. In caso di puntura con aghi contaminati, molto importante è anche la profilassi post-esposizione a HBV, il virus responsabile dell'epatite virale B, per via della notevole resistenza di questo virus all'ambiente.

## La profilassi pre-esposizione
Si può attuare una procedura preventiva di profilassi in ambienti o situazioni in cui è possibile essere esposti a un agente infettante; in tal caso si parla di profilassi pre-esposizione o pre-exposure prophylaxis o PrEP. 
Può essere occupazionale se applicata a operatori sanitari, oppure non occupazionale se viene applicata in una qualunque altra situazione a rischio (anche indicata con la sigla nPREP).